# Oxira norvegicola
Oxira norvegicola är en fjärilsart som beskrevs av Embrik Strand 1921. Oxira norvegicola ingår i släktet Oxira och familjen nattflyn. Inga underarter finns listade i Catalogue of Life.